# Kaneltyrann
Kaneltyrann (Pyrrhomyias cinnamomeus) är en fågel i familjen tyranner inom ordningen tättingar.

## Utseende och läte
Kaneltyrannen är en bjärt rödbrun flugsnapparliknande fågel. Den relativt lilla storleken, helt kanelbruna undersidan, bruna ryggen och roströda vingfläcken gör denna art distinkt. Lätet är också karakteristiskt, en fräsande något fallande drill. 

## Utbredning och systematik
Kaneltyrann placeras som enda art i släktet Pyrrhomyias. Den delas in i sex underarter med följande utbredning:
- Pyrrhomyias cinnamomeus assimilis – Santa Marta-bergen (nordöstra Colombia)
- cinnamomeus-gruppen
  - Pyrrhomyias cinnamomeus pyrrhopterus – Anderna i Colombia, nordvästra Venezuela, Ecuador och norra Peru
  - Pyrrhomyias cinnamomeus cinnamomeus – subtropiska östra Peru (San Martín) till nordvästra Argentina
- vieillotoides-gruppen
  - Pyrrhomyias cinnamomeus vieillotioides – bergstrakter längs kusten av nordvästra Venezuela (Lara till Miranda)
  - Pyrrhomyias cinnamomeus spadix – bergstrakter längs kusten av nordöstra Venezuela (Anzoátegui till västra Sucre)
  - Pyrrhomyias cinnamomeus pariae – nordvästra Venezuela (Cerro Azul och Cerro Humo på Paria-halvön)

## Levnadssätt
Kaneltyrannen hittas i Andernas subtropiska zon. Den ses vanligen i par, sittande synligt vid skogsbryn i molnskog.

## Status
Arten har ett stort utbredningsområde och beståndet anses stabilt. Internationella naturvårdsunionen IUCN listar den därför som livskraftig (LC).